# LISMI
La LISMI es la Ley 13/1982, de 7 de abril, de Integración Social de los Minusválidos, por la que todas las empresas españolas o allí establecidas, cuya plantilla sea superior a los 50 trabajadores, deben tener una "cuota de reserva a favor de las personas con discapacidad" de un 2% de la plantilla, es decir, que este tanto por ciento esté reservado para personas con una discapacidad igual o mayor al 33%. 
Los principios básicos de esta norma se basan en garantizar la realización personal y la total integración sociolaboral de las personas con discapacidad. Según el texto legislativo, se entiende por minusválido “toda aquella persona cuyas posibilidades de integración educativa, laboral o social se encuentren reducidas como consecuencia de una deficiencia, previsiblemente permanente, de carácter congénito o no, en sus capacidades físicas, psíquicas o sensoriales”. Para formalizar la condición de persona con discapacidad se obtiene un certificado expedido por el órgano de la administración designado, basándose en informes individualizados por equipos multiprofesionales. El informe contiene tanto el reconocimiento de la minusvalía como el grado de discapacidad y también se establece el reconocimiento de la aplicación de los derechos contemplados en la LISMI.
Se trata de una de las leyes que se refundirían en la Ley General de Discapacidad, aprobada en el año 2014.

## Cumplimiento
A pesar de la existencia de esta normativa, existe un porcentaje de empresas que no cumplen con esta obligación legal. Por ello, en el año 2000 y con el objetivo de facilitar el cumplimiento de la ley, se establecieron una serie de medidas de carácter excepcional a la LISMI que se encuentran recogidas en el real Real Decreto 27/2000 del 14 de enero. Cinco años después, un nuevo Real Decreto (Real Decreto 364/2005 de 8 de abril), derogaba el anterior de cara a simplificar su aplicación.